# Sådan træner du din drage 3
Sådan træner du din drage: Den skjulte verden (også kendt som How to Train Your Dragon 3) er en amerikansk computeranimeret action-fantasifilm fra 2019, der er løst baseret på bogserien af Cressida Cowell. Produceret af DreamWorks Animation og distribueret af Universal Pictures, er det efterfølgeren til Sådan træner du din drage 2 (2014).